# Chroom(III)fluoride
Chroom(III)fluoride is een chroomzout van waterstoffluoride, met als brutoformule CrF3. De stof komt voor als een groene kristallijne vaste stof, die quasi-onoplosbaar is in water. Het sublimeert bij 1100-1200°C. Chroom(III)fluoride komt ook als trihydraat en tetrahydraat voor. Het trihydraat is iets beter oplosbaar in water. Het tetrahydraat is corrosief.

## Synthese
Chroom(III)fluoride kan bereid worden door reactie van chroom(III)oxide met vloeizuur:
{\displaystyle {\ce {Cr2O3 + 6HF -> 2CrF3 + 3H2O}}}

## Toepassingen
Chroom(III)fluoride wordt voornamelijk gebruikt als kleurstof voor kalksteen en zijde. Het is een goed beschermmiddel voor hout.
In het laboratorium wordt het gebruikt als katalysator bij hydrogeneringen, hydrogenolyses en een aantal organische reacties.